# Fernando Morientes
Fernando Morientes Sánchez (født 5 April 1976 i Cilleros, Cáceres) er en tidligere spansk fodboldspiller. Han spillede primært for Real Madrid, men desuden hos Liverpool, AS Monaco, Albacete, Real Zaragoza, Valencia og Olympique Marseille. Han spillede for Real Madrid fra 1997 til 2005. Han vandt Champions League tre gange og La Liga to gange med Real Madrid.
- Wikimedia Commons har flere filer relateret til Fernando Morientes